# Mali Bošnjak
Mali Bošnjak (em cirílico: Мали Бошњак) é uma vila da Sérvia localizada no município de Koceljeva, pertencente ao distrito de Mačva, na região de Tamnava. A sua população era de 236 habitantes segundo o censo de 2011.

## Demografia
| 1948 | 1953 | 1961 | 1971 | 1981 | 1991 | 2002 | 2011 |
| ---- | ---- | ---- | ---- | ---- | ---- | ---- | ---- |
| 555  | 576  | 536  | 478  | 401  | 368  | 300  | 236  |